# 니드 포 스피드: 엣지
《니드 포 스피드 엣지》(Need For Speed EDGE)는 니드 포 스피드: 라이벌을 원작으로 스피어헤드가 제작하고 넥슨에서 국내 서비스를 담당하는 니드 포 스피드 시리즈의 온라인 게임이다.
중국에서는 텐센트가 서비스하고 있다.
DICE의 프로스트바이트 엔진3을 바탕으로 개발되고 있으며, 2015년 11월 12일부터 인원을 모집하여 2015년 11월 26일~29일까지 오후 1시부터 9시 사이에 클로즈 베타 테스터가 진행되었다.
2017년 12월 7일부터 OBT가 시작됐으며 2017년 12월 14일 정식오픈하였다. 하지만 유저들이 순위레이스에만 몰리는 현상, 새로운 컨텐츠의 부족, 늦은 업데이트, 오픈월드 업데이트 이후 잦아진 오류현상과 시간이 지날수록 계속 떨어지는 동접자 수 로 인한 인공지능 증가 로 정상적인 게임 플레이 불가 등 여라가지 문제점으로 인해 2019년 5월 30일에 서비스가 종료되었다.
브랜드 차량 60대와 슈퍼카 200대가 게임상에 구현되고, 튜닝 시스템을 통해 엔진, 트랜스미션, 니트로탱크 등의 파츠를 업그레이드 차량의 성능을 많이 올릴 수 있었다.

## 게임 방식
- 스피드전팀전

-블루/레드로 나뉘어 스피드를 경쟁하는 모드
- 스피드전 개인전

-실력만으로 상대와의 경쟁을 하는모드
- 아이템전

-랜덤하게 얻는 아이템을 이용해 상대를 공략하고 치고나가는 모드
- 꼬리잡기모드

-상대의 뒤꽁무니를 잡기위해 스피드를 견주는 모드
- 드리프트모드

-드리프트 실력을 수치화하여 점수를 내서 순위를 겨루는 모드

## 트랙
트랙은 니드포스피드 라이벌 기반으로 로데오 밸리, 드라이 힐즈, 헤이즈 팜, 에메랄드 포레스트, 알피노 패스, 레이크 로드, 제이드 마운틴, 블랑 빈야드, 더스트 에어필드 등 이후에도 추가적인 트랙모드가 업데이트 예정 중이다.